# Велике Забор’я (Калузька область)
Велике Забор’я (рос. Большое Заборье) — присілок в Кіровському районі Калузької області Російської Федерації.
Населення становить 24 особи. Входить до складу муніципального утворення Присілок Гавриловка.

## Історія
Від 2004 року входить до складу муніципального утворення Присілок Гавриловка.

## Населення
| 2002 | 2010 |
| ---- | ---- |
| 42   | ↘24  |